# Pavel Půta
Pavel Půta (nar. 14. března 1948) je český kytarista, písničkář a textař.
V 70. letech byl baskytaristou v orchestru Svatopluka Čecha, pak se proslavil na plzeňské folkové scéně ve dvojici se Stanislavem Staňkem, s nímž vydal singl Červená knihovna (1979). Nedosáhli však takového úspěchu, aby se uživili, takže Staněk nakonec přijal místo kytaristy v kapele Petra Nováka, zatímco Půta získal angažmá v Divadle Pod lampou a později s Andym Seidlem založil divadelní studio Parník. Hrál v různých kapelách a psal texty pro širokou škálu interpretů (Miroslav Hajšman, Odyssea, Katapult aj.).
Spolupracoval také s výtvarnicí a autorkou pohádek Vítězslavou Klimtovou, zhudebnil řadu jejích básní pro děti. Vyšly na albu Ukolébavky lesních skřítků, aneb pohlazení před usnutím.
Roku 2019 vydal Půta vlastním nákladem na CD album Reparát, kde ve spolupráci s dalšími muzikanty nahrál 11 písní se svými texty.